# 黄村火神庙
黄村火神庙，位于北京市大兴区黄村东大街南侧，是道教宫观。

## 简介
黄村火神庙位于原黄村老街南口（现黄村东大街南侧），是过去黄村镇多座寺庙中唯一保留下的清代庙址。火神庙的前身是三圣庙，雍正年间因暴雨倒塌，后来建成连院相通的两座庙宇，南向的是“八蜡庙”、北向的是“火神庙”。火神庙采用四合殿式，北向的正殿两侧各一间耳房，东、西各有配殿。现存正殿是清代建筑，坐南朝北，进深7.2米，面阔11.4米，建筑面积109平方米。 
中华民国成立后，火神庙被改为小学。七七事变后，小学迁走，火神庙被改为黄村镇公所。中华人民共和国成立后，由黄村镇小学分校、大兴县机关幼儿园、文化馆、印刷厂、拔丝厂等单位分别使用。1987年10月由文物部门收归国家所有。因该庙曾长期被挪用，除正殿三间为古建筑外，其他配殿被改建为现代房屋；因所有权屡经变更，正殿长年失修，房檐及门窗破烂，下墙风化，严重变形。 
在中共北京市大兴区委、大兴区人民政府支持下，大兴区文委向北京市文物局申请专项经费，自2005年起修缮火神庙，2007年第一期修缮完工，修缮了正殿、耳房及西配殿。2010年10月，大兴区政协副主席刘志茹、李维民率区政协委员11人考察火神庙。2011年初，区委常委、宣传部长戴明超，副区长王荣彬视察火神庙。在火神庙商业中心开发中，经区文委协调，保留了东配殿、山门、围墙用地，吸纳社会资金投入火神庙修缮，2010年开工完成了东配殿、东耳房、围墙的修复，2011年6月29日完成山门修复，恢复了火神庙完整格局。2011年9月，大兴区文委对修复工程完工后周边环境进行了整治。
2015年，黄村火神庙被公布为北京市大兴区文物保护单位。